# Tschann (librairie)
Tschann est une librairie située au 125 boulevard du Montparnasse dans le 6e arrondissement de Paris. La librairie a été fondée en 1929 par Louis Tschann et son épouse Marie-Louise Castex. Elle se situait à l'origine à hauteur du 84 boulevard du Montparnasse. Elle a ensuite été reprise par leur fille, Marie-Madeleine Tschann. Elle joue un rôle important dans le combat pour le prix unique du livre porté par Jérôme Lindon. Depuis 1999, la librairie appartient à Yannick Poirier et Fernando Barros.
En 2015, la librairie de la bibliothèque François Mitterrand, avenue de France, est devenue « Tschann 13 ».